# 조세심판원
조세심판원(租稅審判院, Tax Tribunal)은 「국세기본법」, 「관세법」 및 「지방세기본법」에 따라 국세 및 지방세 심판청구에 대한 심리 및 결정에 관한 업무를 수행하는 대한민국 국무조정실의 소속기관이다. 2008년 2월 29일 발족하였으며, 세종특별자치시 갈매로 477 정부세종청사 4동에 위치하고 있다. 원장은 고위공무원단 가등급에 속하는 일반직공무원으로, 상임조세심판관은 고위공무원단 나등급에 속하는 일반직공무원 또는 임기제공무원으로 보한다.

## 연혁
- 1975년 4월 1일: 재무부 소속으로 국세심판소 설치.[7]
- 1978년 12월 5일: 관세에 관한 심판청구사건을 담당.[8]
- 1991년 11월 11일: 심판관의 수를 5명으로 증원.[9]
- 1994년 5월 4일: 심판관의 수를 6명으로 증원.[10]
- 1994년 12월 23일: 재정경제원 소속으로 변경.
- 1998년 2월 28일: 재정경제부 소속으로 변경. 심판관의 수를 5명으로 감원.[11]
- 2000년 1월 1일: 국세심판원으로 개편.[12]
- 2004년 1월 29일: 심판관의 수를 4명으로 감원.[13]
- 2006년 2월 16일: 심판관의 수를 5명으로 증원.[14]
- 2008년 2월 29일: 행정자치부의 지방세 심사청구제도에 관한 사무를 이관받아 국무총리 소속 조세심판원으로 개편.[15] 심판관의 수를 6명으로 증원.[16]

## 조직
- 상임조세심판관은 6명을 두되, 5명은 국세 관련자로, 1명은 지방세 관련자로 한다.[17]
- 비상임조세심판관은 40명 이내로 하되, 지방세 관련자 2명을 포함하여야 한다.[18]
- 상임조세심판관은 국무총리의 제청으로 대통령이 임명하며,[19] 비상임조세심판관은 원장의 제청으로 국무총리가 위촉한다.[20]
- 심판관의 임기는 3년으로 하며, 한 차례 중임할 수 있다.[21]
- 심판청구를 받으면 이에 대한 조사와 심리를 담당할 주심조세심판관 1명과 배석조세심판관 2명 이상으로 조세심판관회의를 구성하여 심판사건에 관한 사무를 총괄한다.[22]

### 심판관
| 직위           | 성명   | 비고 |
| -------------- | ------ | ---- |
| 상임조세심판관 | 류양훈 |      |
| 상임조세심판관 | 박상영 |      |
| 상임조세심판관 |        |      |
| 상임조세심판관 | 김영노 |      |
| 상임조세심판관 | 정정회 |      |
| 상임조세심판관 | 이근후 |      |
| 상임조세심판관 | 홍삼기 |      |
| 상임조세심판관 | 이화진 |      |

### 하부조직
- 행정실[23]
- 심판조사관[23][24]

## 같이 보기
- 특허심판원
- 중앙해양안전심판원
- 고등군사법원, 보통군사법원